# International Medical University
Die International Medical University (IMU, malaiisch: Universiti Perubatan Antarabangsa) ist eine private englischsprachige Universität in Kuala Lumpur in Malaysia. Sie wurde 1992 als „International Medical College“ gegründet und als Universität im Jahr 2001 akkreditiert.
Die Universität bietet Studiengängen in Medizin und Gesundheitswissenschaften: Medizin, Zahnmedizin, Pharmazie, Pharmazeutische Chemie, Krankenpflege, Pflegewissenschaft, Diätetik mit Ernährung, Ernährung, Psychologie, Biomedizinische Informatik, Medizinische Biotechnologie, Chiropraktik und Traditionelle chinesische Medizin.